# Rocquigny (Pas-de-Calais)
Rocquigny é uma comuna francesa na região administrativa de Altos da França, no departamento de Pas-de-Calais. Estende-se por uma área de 3,73 km². Em 2010 a comuna tinha 286 habitantes (densidade: 76,7 hab./km²).